# Bayou Caviar
Bayou Caviar es una película de drama a estrenarse en el año 2018. Dirigida por Cuba Gooding Jr., está protagonizada por Famke Janssen, Richard Dreyfuss y Cuba Gooding Jr..

## Sinopsis
La historia sigue a varias personas que pasan a hacer cosas malas en momentos de desesperación, con la experiencia cambiando sus vidas. Cuba Gooding Jr. está jugando como un boxeador en el ocaso de su carrera, Richard Dreyfuss será un hombre que trabaja en una granja de caimanes y en un matadero y Famke Janssen aparecerá como una fotógrafa lesbiana atrapada en una situación peligrosa con una mujer más joven.

## Reparto principal
- Famke Janssen como Nic.
- Cuba Gooding Jr. como Rodney Jones.
- Richard Dreyfuss Yuri.
- Lia Marie Johnson como Kat.
- Gregg Bello como Isaac.
- Katharine McPhee como Shelly.
- Ken Lerner como Shlomo.
- Sam Thakur com Rafi.

### Rerparto extendido
| - James Moses Black como Sasha. - Alexei Kovalev como Álex. - Wayne Dehart como Coach Delroy. - Tanyell Waivers como Allison. - Anna Schafer como Shira. - Shane Callahan como Benji. - Pedro Lucero como Miguel. - Modi como Rabbi Rosenfeld. - Nadine Lewington como Amber. - Susan McPhail como Marjorie. - Kedrick Brown como Emmanuel Johnson. - Leicester Landon como Tina. - John Jabaley como Ceo. - David Aranovich como Detective. - Hallie Shepherd como Lindsey. - Terence Rosemore como Armando. - Regis Prograis como Julio. - Eric Colley como Arick. - Nancy Nave como Marlene Nguyen. | - Dane Rhodes como Pete. - Renell Gibbs como Tyrone. - Anthony Michael Frederick. - Sunday Theodore como Daisy. - Patrick R. Pierre como Luchador. - Michael Thomson Jr. - Issa Abou-Issa como Reportera. - Matthew McClain - Patrick Kearns como Stephen. - Jeffrey Klemmer - Edward Parker como Hombre ortodoxo. - Tony Beard como Reportero. - Rey Reynaud como Reportero. - Ron M Pattersoncomo Bravucón. - Julia Holt como Reportera. - Marlene B. Russell como Reportera. - Brandon J Williams como Fan. - Jesse Yarborough |